# Polygona tumens
Polygona tumens is een slakkensoort uit de familie van de Fasciolariidae. De wetenschappelijke naam van de soort is voor het eerst geldig gepubliceerd in 1856 door Carpenter.